# Junquito
Junquito is een geslacht van hooiwagens uit de familie Zalmoxioidae.
De wetenschappelijke naam Junquito is voor het eerst geldig gepubliceerd door González-Sponga in 1999. 

## Soorten
Junquito is monotypisch en omvat slechts de volgende soort:
- Junquito denticuloso